# Tomorrow, in a Year
Tomorrow, in a Year è un album in studio del gruppo musicale The Knife, pubblicato nel 2010 e realizzato in collaborazione con Mount Sims e Planningtorock.

## Descrizione
Si tratta di un'opera sperimentale commissionata dal gruppo di performance art danese Hotel Pro Forma.
L'opera è basata su L'origine delle specie di Charles Darwin. Si tratta di un album ispirato ai suoni degli animali selvatici, in cui la voce di Karen fa solo da contorno.
Le registrazioni e le fasi di produzione sono state effettuate in diverse città, Berlino, Stoccolma e Copenaghen, tra il 2008 e il 2009.

## Tracce
Disco 1
1. Intro – 4:32 (musica: The Knife)
2. Epochs – 5:43 (musica: The Knife, Mt. Sims)
3. Geology – 4:24 (musica: The Knife, Mt. Sims)
4. Upheaved – 3:03 (musica: The Knife, Mt. Sims)
5. Minerals – 1:18 (musica: The Knife, Mt. Sims)
6. Ebb Tide Explorer – 7:06 (musica: The Knife, Mt. Sims)
7. Variation of Birds – 6:41 (musica: The Knife, Mt. Sims)
8. Letter to Henslow – 2:01 (musica: The Knife, Mt. Sims, Planningtorock)
9. Schoal Swarm Orchestra – 8:36 (musica: The Knife, Planningtorock)

Disco 2
1. Annie's Box – 4:28 (musica: The Knife)
2. Tumult – 3:28 (musica: The Knife)
3. Colouring of Pigeons – 11:01 (musica: The Knife, Mt. Sims)
4. Seeds – 9:00 (musica: The Knife, Mt. Sims)
5. Tomorrow in a Year – 12:20 (musica: The Knife, Mt. Sims)
6. The Height of Summer – 3:47 (musica: The Knife)
7. Annie's Box (Alt. Vocal) (bonus track) – 4:54 (musica: The Knife)

## Formazione
- The Knife – produzione, missaggio, esecuzione
- Mt. Sims – produzione, missaggio, esecuzione
- Planningtorock – produzione, missaggio, esecuzione
- Hildur Guðnadóttir – halldorophone, violoncello
- Jonathan Johansson – voce
- Hjörleifur Jónsson – batteria
- Kristina Wahlin – voce
- Lærke Winther – voce